# Brzeg
Brzeg (Brieg în germană) este un oraș în Voievodatul Opole din  Polonia. Are o populație de 39.100 locuitori (2002) și o suprafață de 14,7 km². Datează din vremea dinastiei Piaștilor (sec. XIII). Între anii 1311-1675 a fost reședința ramurii Brzeg a Piaștilor. În sec. XVI a fost centrul Renașterii din Silezia.